# Clàssica Aldeias do Xisto
La Clàssica Aldeias do Xisto és una competició ciclista d'un dia que es disputa a Portugal. La cursa forma part de l'UCI Europa Tour des de la seva primera edició el 2017.

## Palmarès
| Any  | Vencedor                 | Segon             | Tercer               |
| ---- | ------------------------ | ----------------- | -------------------- |
| 2017 | Vicente García de Mateos | Rinaldo Nocentini | Andreas Vangstad     |
| 2018 | Daniel Mestre            | Joni Brandão      | No entregat          |
| 2019 | Joni Brandão             | Luís Mendonça     | Henrique Casimiro    |
| 2020 | no disputada             | no disputada      | no disputada         |
| 2021 | Joni Brandão             | Tiago Antunes     | Frederico Figueiredo |
| 2022 | Frederico Figueiredo     | José Neves        | Henrique Casimiro    |